# Nepalesische Fußballnationalmannschaft (U-23-Männer)
Die nepalesische U-23-Fußballnationalmannschaft ist eine Auswahlmannschaft nepalesischer Fußballspieler. Sie untersteht dem nepalesischen Fußballverband ANFA und repräsentiert diesen international auf U-23-Ebene, etwa in Freundschaftsspielen gegen die Auswahlmannschaften anderer nationaler Verbände, bei U-23-Asienmeisterschaften sowie den Fußballturnieren der Olympischen Sommerspiele, der Asienspiele und der Südasienspiele.
Bisher konnte sich die Mannschaft nicht für das olympische Fußballturnier oder die U-23-Asienmeisterschaft qualifizieren. Bei den Südasienspielen 2016 gewann die Mannschaft erstmals die Goldmedaille. An den Asienspielen nahm Nepal einmal teil, schied dabei aber bereits in der Gruppenphase aus.
Spielberechtigt sind Spieler, die ihr 23. Lebensjahr noch nicht vollendet haben und die nepalesische Staatsangehörigkeit besitzen.

## Bilanzen
| Olympische Spiele - 1992: Nicht qualifiziert - 1996: Nicht teilgenommen - 2000 bis 2004: Nicht qualifiziert - 2008 bis 2012: Nicht teilgenommen - 2016 bis 2020: Nicht qualifiziert U-22-/23-Asienmeisterschaften - 2014 bis 2020: Nicht qualifiziert Asienspiele - 2002 bis 2010: Nicht teilgenommen - 2014: Gruppenphase - 2018: Gruppenphase | Südasienspiele - 2004: Gruppenphase - 2006: Dritter - 2010: Gruppenphase - 2016: Erster |